# Дуброво (Тёмкинский район)
Дуброво — деревня в Тёмкинском районе Смоленской области России. Входит в состав Аносовского сельского поселения.
Расположена в восточной части области в 20 км к северо-западу от Тёмкина, в 18 км к югу от автомагистрали М1 «Беларусь», на левом берегу реки Жижала. В 6 км к юго-западу от деревни станция Исаково на железнодорожной ветке Вязьма — Калуга.
Население — 11 жителей (2007 год).

## История
Бывшее село Дубровна Юхновского уезда Смоленской губернии. В 1495 г. во время путешествия через Вязьму, из Москвы в Литву, Великой княжны Елены, дочери Ивана III, нареченной невесты Литовского князя Александра Каземировича, её в Дуброво встречали все Вяземские князья с дорогими «поминками», в том числе золотыми. Ведь в то время село стояло на старой (древнейшей) Московской дороге (по направлению на Можайск) и часто упоминается как стан на ней в XV—XVII веках (шедшая параллельно Новая «Старая Смоленская» дорога пролегла через Гжатск в более поздние времена). В Писцовых книгах Вяземского уезда конца XVI века (1594—1595 гг.) также упоминается Дубровский стан. Эти факты свидетельствует о Дуброве как местном административном центре в течение трех столетий. В XVIII веке Дуброво входило в Кикинский стан, в начале в составе Вяземского уезда, а в 1777—1922 гг. в составе Юхновского уезда. В 1861—1924 гг. село являлось центром Дубровской волости Село Дуброво с 1929 г. вошло во вновь образованный Темкинский район, с 1963 — в Гжатском (Гагаринском) районе, с 1972 г по настоящее время в Темкинском районе Смоленской области.
Первая деревянная церковь во имя Покрова Пресвятой Богородицы, а в приделе — во имя Великой Христовой мученицы Екатерины, уже стояла в Дуброво в конце XVI века, так как она упоминается в челобитной стольника Ивана Андреевича Грибоедова, об устройстве новой церкви в сельце Дуброво, на имя Митрополита Сарского и Подонского Варсонофия, в приложенной выписки из Писцовых книг Вяземского уезда «письма и меры Василия Волынского с товарищи» 1594—1595 гг. (7102- 7103 гг.). Вероятно после Смутного времени (гражданской войны и иностранной интервенции) начала XVII века эта церковь пострадала, а затем и вовсе опустела. Вторая деревянная церковь была возведена в этом селе в конце XVII века, в 1684 году, на средства стольника Грибоедова Ивана Андреевича, так как сельцо Дуброво в Вяземском уезде в то время являлось его вотчиной. В феврале 1684 г. Митрополит Сарский и Подонский Варсонофий выслушав просьбу И. А. Грибоедова «велел лес ронить» и указал дать благословленную грамоту на строительство новой церкви в Дуброво, вновь во имя Покрова Пресвятой Богородицы, на пустующей церковной земле, на старом кладбище. На церковной земле стояло два двора поповских, двор церковного дьячка, двор пономаря, двор проскурницы и три кельи, в которых жили нищие, питавшиеся за счет церкви. К новой церкви относилось 20 приходских дворов. В Дубровском приходе, в 5 верстах от села, у деревни Девяткино находился скит, устроенный крестьянином, со школой, кельями и церковью, а вблизи — упраздненный центр бывшей древней волости Судимов (ныне деревня).
Во время Отечественной войны 1812 года отряды французских мародеров в Дуброво похитили 480 рублей церковных денег и нанесли серьезный убыток хозяйству сельских церковнослужителей. В ночь с 12 на 13 октября (по нов.ст. 25 — 26 октября) 1812 г. в Дуброво с ночлегом останавливался партизанский отряд легендарного офицера и литератора Дениса Давыдова (1784—1839). С 21 октября на 22 октября (по нов. ст. 2 — 3 ноября) 1812 г. (накануне сражения за освобождение Вязьмы) в селе находился Главный передвижной штаб Главнокомандующего русской армией генерал — фельдмаршала Кутузова М. И. (1747—1813).
Известно, что землями в окрестностях Дуброво владел дед основоположника русской музыкальной классики А. С. Даргомыжского (1813—1869), премьер-майор князь Борис Петрович Козловский (1754—1809). В 1811 г. его сын, князь и дипломат Петр Борисович Козловский (1783—1840) (дядя композитора), после смерти своей мамы — майорши княгини Анна Николаевны Козловской (бабушка композитора) вступил в наследство имением в Дуброво, а в 1833 г. его продал свой сестре Дарье Борисовне в замужестве Кайсаровой (тете композитора).. С сентября 1863 г. и до конца своих дней, унаследовав от родственников село Дуброво, его единоличным владельцем стал великий русский композитор А. С. Даргомыжский. После смерти тетки композитора Д. Б. Кайсаровой её сын Андриан Михайлович Кайсаров ведением дел в Дуброво не интересовался, безвыездно проживал в своем другом саратовском имении, где и умер в 1857 г. После него остались довольно значительные долги. Единолично завладев имением в Дуброво, А. С. Даргомыжский унаследовал и накопившиеся долги. Между родственниками возникли судебные разбирательства, растянувшиеся на десятилетие, по выяснению вопроса, кто же эти долги должен выплачивать. По этому поводу А. С. Даргомыжский в апреле 1866 г. писал: «Несносное мое дело в присутственных местах все ещё не двигается вперед и совершенно парализует мою артистическую деятельность». Письма А. С. Даргомыжского показывают, сколько волнений, времени и моральных сил им было отдано в судах по делу о дубровском имении. Как установил Д. И. Будаев, во время отмены крепостного права А. С. Даргомыжский за крестьянами оставил всю землю, которую они обрабатывали в дореформенное время, что в полтора раза превышало установленную царским Положением норму. При этом А. С. Даргомыжский за пользование излишней землей с крестьян не увеличил норму ежегодно собираемого с них оброка. Но прежде к своим крепостным крестьянам в Дуброво композитор обратился с письмом, в котором обещал устроить их как можно льготнее и, своим письмом подтвердил это намерение: «…следующие с вас по Положению деньги, более 4 000 руб., обещаю простить вам и не взыскивать. Советую вам подписать Уставную грамоту вместе со мной, тем более, что если вы её не подпишите, то её все-таки утвердят, как утвердили Твердуновскую, потому что она законна и выгоднее для вас, чем для меня…». Такое гуманное поведение помещика по отношению к своим крепостным для того времени в России было исключительным. Даже находясь далеко за границей А. С. Даргомыжский не забывал своего смоленского имения и продолжал им управлять через свою сестру Софью Сергеевну Степанову. В конце 1864 г. А. С. Даргомыжский в своем письме из Брюсселя в Петербург просит сестру сообщить управляющему имением Терентию Никифорову, что дозволение о виноторговле он ей выслал, и просит переслать его в деревню немедленно по присылке им остального оброка с дубровских крестьян. Сохранилось и трогательное письмо от 21 января 1868 г. трех вдов-крестьянок села Дуброво У.Ивановой, А.Алексеевой и М.Авдеевой, отправленное ими А. С. Даргомыжскому в Петербург, в котором они благодарят помещика — композитора за «милости Ваши нам, сиротам несчастным, за помилование нас за 6 душ оброком» и просят защитить их от притеснений нового старосты Егора Кузьмина, который их довел до полной нищеты. Родительское имение А. С. Даргомыжского Твердуново (ныне Вяземский район), где он провел детство и приезжал в течение всей своей жизни (в том числе в годы работы над оперой «Русалка»), находилось в 2 верстах от Дуброво, на правом берегу речки Жижалы. Его унаследовала мать композитора Мария Борисовна, в девичестве княжна Козловская (1787—1851). После Отечественной войны 1812 года, по возвращении из Тульской губернии в Твердуново, отец композитора Сергей Николаевич Даргомыжский (1789—1864) занимался ведением дел не только в имении жены — Твердуново, но в соседнем селе Дуброво, в то время принадлежавшем брату жены, князю П. Б. Козловскому, по долгу дипломатической службы проживавшего за границей. Народный фольклор из жизни своего смоленского имения семья Даргомыжских хорошо знала, о чём говорит их поведение в кругу друзей в Петербурге. Известно, что содержание театрально-музыкальных вечеров в столичном доме Пургольдов черпалось из семейной хроники их участников. А. С. Даргомыжский в них принимал деятельное участие как автор и музыкант, а его сестра С. С. Степанова участвовала в них в качестве костюмера. В представлениях был задействован и её сын Сергей, племянник композитора. Так, в феврале 1854 г. был поставлен «фарс — дивертисмент в одном действии с прологом» под названием «Святки в селе Дуброво». Биограф А. С. Даргомыжского музыковед М. С. Пекелис утверждал, что село Дуброво — это часть имения Даргомыжских в Смоленской губернии, откуда в тематику театральных пьес и попали факты их жизни. После смерти А. С. Даргомыжского в январе 1869 г. село Дуброво, по утверждению в праве наследства, досталось его малолетним племянникам Михаилу и Марии Кашкаровым, детям Павла Алексеевича Кашкарова и младшей умершей сестры композитора Ермонии Сергеевны. До достижения ими 14 летнего возраста в феврале 1872 г. П. А. Кашкаров по дубровскому имению числился их опекуном. П. А. Кашкаров был человеком, прославившимся жестоким обращением со своими крестьянами. Ряд льгот, ранее предоставленных крестьянам села Дуброво А. С. Даргомыжским, впоследствии им были отняты. Прежде всего, это свелось к уменьшению крестьянских наделов. Так по требованию П. А. Кашкарова властями у дубровских крестьян была отрезана пустошь Жилина, которую А. С. Даргомыжский во время отмены крепостного права дополнительно им ранее прибавил.
Построенная в конце XIX века, на средства местного уроженца, тайного советника, директора 2-й Санкт-Петербургской гимназии Капитона Ивановича Смирнова (1827—1902), новая каменная церковь, беспрерывно функционирует в Дуброво с 1896 года (ее строительство было начато в 1893 году). Новый (третий по счету) Покровский храм обошелся заказчику в сто тысяч рублей, по тем временам огромную сумму. Труды по храму с ним разделили священник Василий Дьяков и дубровский помещик Лаврентий Лаврентьевич Блодо. По мнению специалистов, каменный храм в Дуброво необычен по своему архитектурному решению (архитектор А. И. Гунст) (1862—1938), так как при его возведении использованы древнерусские и западноевропейские приемы и формы. Завершение здания храма выполнено с нарушением православных традиций. На территории Российской Федерации подобной оригинальной храмовой постройки больше нет. Лишь в латвийском Даугавпилсе (Борисоглебский собор) и в русском посольстве в Швейцарии стоят схожие по архитектуре церкви. Главным украшение храма является массивное трехъярусное паникадило (центральная большая люстра), рассчитанная на 90 свечей и увенчанное короной. В написании иконописи Покровского храма в Дуброво, по всей видимости в самом начале строительства (в 1893—1894 гг.), успел принять участие художник-передвижник, академик живописи Алексей Иванович Корзухин (1835—1894). Были прекрасно написаны фигуры святых, лики и руки. До наших дней в Дубровском храме сохранились иконы первого яруса иконостаса, написанные на металле и несколько резных киотов без икон, выносной фонарь. В алтаре храма сохранился престол с гипсовыми барельефами на евангельские сюжеты и металлические подсвечники. На втором ярусе находятся хоры. К. И. Смирнов новой церкви пожертвовал драгоценную плащаницу, облачения священников и серебряную утварь. Отапливался храм двумя высокими чугунными печами голландками и одной кирпичной печью с изразцами. За устройство на своей родине, в память о родителях нового каменного храма К. И. Смирнов в 1897 г. был награждён орденом Святого Владимира 2-й степени. Решением Исполнительного комитета Смоленского областного Совета депутатов трудящихся от 11.06.1974 г. № 358 "О мерах по дальнейшему улучшению охраны, содержания и реставрации памятников истории и культуры Покровская церковь (1896 г.) в селе Дуброво (Темкинский район) объявлена памятником архитектуры и состоит на государственной охране как объект культурного наследия регионального значения.
Автор текста член Союза краеведов России А.Н.Пугачев(г.Вязьма).

## Экономика
Неполная средняя школа в соседней деревне Нарытка, которая называется Дубровская муниципальная основная общеобразовательная школа муниципального образования(в настоящее время школа закрыта).

## Достопримечательности
- Курган в 1 км северо-западнее деревни.
- Памятник архитектуры: Покровская церковь 1896 года. Построена архитектором А. И. Гунстом на деньги тайного советника К.И. Смирнова в русском стиле.[28]
- Городище «Городок» на противоположном берегу реки Жижала.